# دهستان تمران
تمران، دهستانی است از توابع بخش مرکزی شهرستان کلاله در استان گلستان ایران. مرکز این دهستان روستای تمر قره‌قوزی (در گذشته دو روستا بوده که در قسمت علیا بخش یموت‌نشین و سفلا گوگلان‌نشین اسم‌گذاری شده که امروزه یکی شده) در حدود ۱۵ کیلومتری شمال شهر کلاله است. 

## جمعیت
براساس سرشماری سال ۱۳۸۵جمعیت آن ۱۶۶۲۵ نفر (۳۱۸۳ خانوار) بوده‌است.